# Dražen Žerić-Žera
Dražen Žerić-Žera (Mostar, 20 juli 1964) is een Bosnisch zanger en een van de oprichters en hoofdvocaal van de bekende Bosnische band Crvena Jabuka (Rode Appel).
Kenmerkend is zijn stekelige haar en zijn specifieke stem. Hij is de meest herkenbare artiest van voormalig Joegoslavië.

## Biografie

### Vroege jaren
Žera is geboren in Mostar, een stad in Bosnië en Herzegovina, toen nog Joegoslavië. Zowel zijn moeder, Šemsa, als zijn vader, Nedžib, waren leraar van beroep. Žera heeft een broer, Damir, hij leeft in Genève, Zwitserland.
Žerić groeide op in Sarajevo waar hij op de muziekschool pianolessen volgde. In 1984 richtten de vrienden Zlatko Arslanagić - Zlaja, Dražen Ričl, Dražen Žerić , Aljoša Buha en Darko Jelčić de band Crvena Jabuka op. De band werd al snel een van de meest succesvolle bands in voormalig Joegoslavië en stonden jaar na jaar in de top van de hitlijsten.
Onderweg naar een concert, in 1986, raakte de hele band betrokken bij een auto-ongeluk, waarbij de toenmalige zanger Dražen Ričl en gitarist Aljoša Buha om het leven kwamen. Andere bandleden waaronder Žera raakten ernstig gewond.
Een jaar na het ongeluk wachtten de fans nog op een nieuw album. Een aantal liedjes die nog door de overleden hoofdzanger zijn geschreven werden opgenomen. De band besloot de plek van hoofdzanger aan Žera te geven, die voorheen de keyboard bespeelde. Niet veel later werd Žera een van de grootste tieneridolen, samen met Momčilo Bajagić - Bajaga and Boris Novković.
De Joegoslavische jaren van de band kwamen aan hun einde in 1990 met het winnen van de prestigieuze Messam music award in Belgrado, Servië (toen nog Joegoslavië). Deze was de kroon op hun meest succesvolle album Tamo gdje ljubav počinje (Daar waar liefde begint).

### Tijdens en na de oorlog
In 1992 trok de Joegoslavische oorlog steeds meer de stad van Sarajevo in. Dit was ook de tijd dat de hele Joegoslavische muziekwereld instortte. Žera breng twee jaar lang door in Sarajevo onder Servisch bewind. Hier doet hij voornamelijk vrijwilligerswerk en geeft hij humanitaire concerten samen met zangers Kemal Monteno, Mladen Vojičić - Tifa en Zlatan Fazlić-Fazla.
Aan het einde van 1994 verhuisde Žera naar Zagreb, de hoofdstad van Kroatië. Hier kreeg hij al snel de Kroatische nationaliteit en aan het begin van 1995 tekende hij een platencontract bij de Kroatische platenmaatschappij Tutico.
Een comeback album U tvojim očima (in jouw ogen) werd in de herfst van 1996 uitgebracht en het werd een gigantisch succes. Sindsdien heeft de band nog vijf albums uitgebracht, hiervan verkochten ze meer dan 500 duizend kopieën wereldwijd. Dit maakte hen tot de meest verkochte band uit voormalig Joegoslavië, hiermee versloegen ze zelfs de meest bekende band uit het land: Bijelo Dugme (Witte knoop)
Žera woont in Makarska, Kroatië. In 2008 is hij getrouwd en naar aanleiding hiervan kwam in 2009 het album Volim Te (Ik hou van jou) uit. Dit album is opgedragen aan zijn nieuwe bruid.

## Discografie

### Albums
- Crvena Jabuka (Rode Appel) 22 maart 1986
- Za sve ove godine (Voor al deze jaren), 1987
- Sanjati (Dromen) 6 juni 1988
- Tamo gdje ljubav počinje (Daar waar liefde begint), januari 1989
- Nekako s' proljeća (Hoe dan ook in de lente), 1991
- U tvojim očima (In jouw ogen) 17 november 1996
- Svijet je lopta sarena (De wereld is een kleurige bal), 1998
- Sve sto sanjam (Alles wat ik droom), 2000
- Tvojim zeljama voden (Geleid door jouw wensen), 2002
- Oprosti sto je ljubavna pjesma (Vergeef me voor dit liefdeslied), 2005
- Duša Sarajeva (De ziel van Sarajevo), 2007
- Volim Te (Ik hou van jou), 2009

### Live-albums
- Uzmi me (kad hoćeš ti) Neem me(wanneer je wilt) 1990
- LIVE 1998
- Riznice sjećanja-unplugged (Stukjes van herinneringen) 1999

### Compilaties
- Ima nešto od srca do srca (Er is iets van hart tot hart) 1993
- Moje najmilije (Mijn allerliefste) 1996
- Antologija (Antologie) 2003
- Zlatna Kolekcija (De gouden collectie) 2005